# Ritu Arya
Ritu Arya est une actrice britannique née le 17 septembre 1988 à Guildford en Angleterre.

## Biographie

### Carrière
Ritu Arya est née à Guildford en Angleterre de parents indiens. Diplômée en astrophysique de l'Université de Southampton, elle se passionne pour le cinéma en regardant des films de Bollywood. Elle est ensuite formée à l'Oxford School of Drama (en).
En 2016, Arya obtient un rôle récurrent dans la série Humans, où elle joue jusqu'en 2018. Elle tient également un rôle dans la série Crackanory (en) entre-temps.
En 2020, Ritu Arya obtient un rôle principal dans la série Netflix Umbrella Academy, qu'elle intègre lors de la saison 2,. La même année, elle décroche un rôle dans le film Red Notice sorti en 2021 sur Netflix. Elle y joue le rôle de l'inspecteur d'Interpol Urvashi Das aux côtés notamment de Dwayne Johnson, Ryan Reynolds et Gal Gadot.

## Filmographie

### Cinéma
- 2015 : My Beautiful White Skin :Parita
- 2017 : Daphne (en) de Peter Mackie Burns : Rachida
- 2017 : Jessamine : Sonya
- 2017 : The Super Recogniser : Agent Williams
- 2018 : Lady Parts : Saira
- 2019 : Last Christmas de Paul Feig : Jenna
- 2021 : Red Notice de Rawson Marshall Thurber : Inspecteur Urvashi Das

- 2023 : Barbie de Greta Gerwig : Barbie journaliste
- 2023 : Polite Society de Nida Manzoor : Lena Khan

### Télévision
- 2013 : Tunnel : Une femme du bureau
- 2013-2017 : Doctors : Dr. Megan Sharma
- 2014 : Sherlock : Gail
- 2016 : We The Jury : Kate
- 2016-2018 : Humans : Flash
- 2017 : Crackanory (en) : Eleni / Beth
- 2018-2019 : The Good Karma Hospital (en) : Barsha Nambeesan
- 2019 : Sticks and Stones (TV series) (en) : Becky
- 2020 : Doctor Who : Gat
- 2020 : Intimidation : Michaela
- 2020 : Feel Good : Lava
- 2020 - 2024 : Umbrella Academy : Lila Pitts
- 2024 : La Chute de Paris : Zara Taylor
- 2026 : Apollo Has Fallen : Zara Taylor